# Arkas Spor Izmir

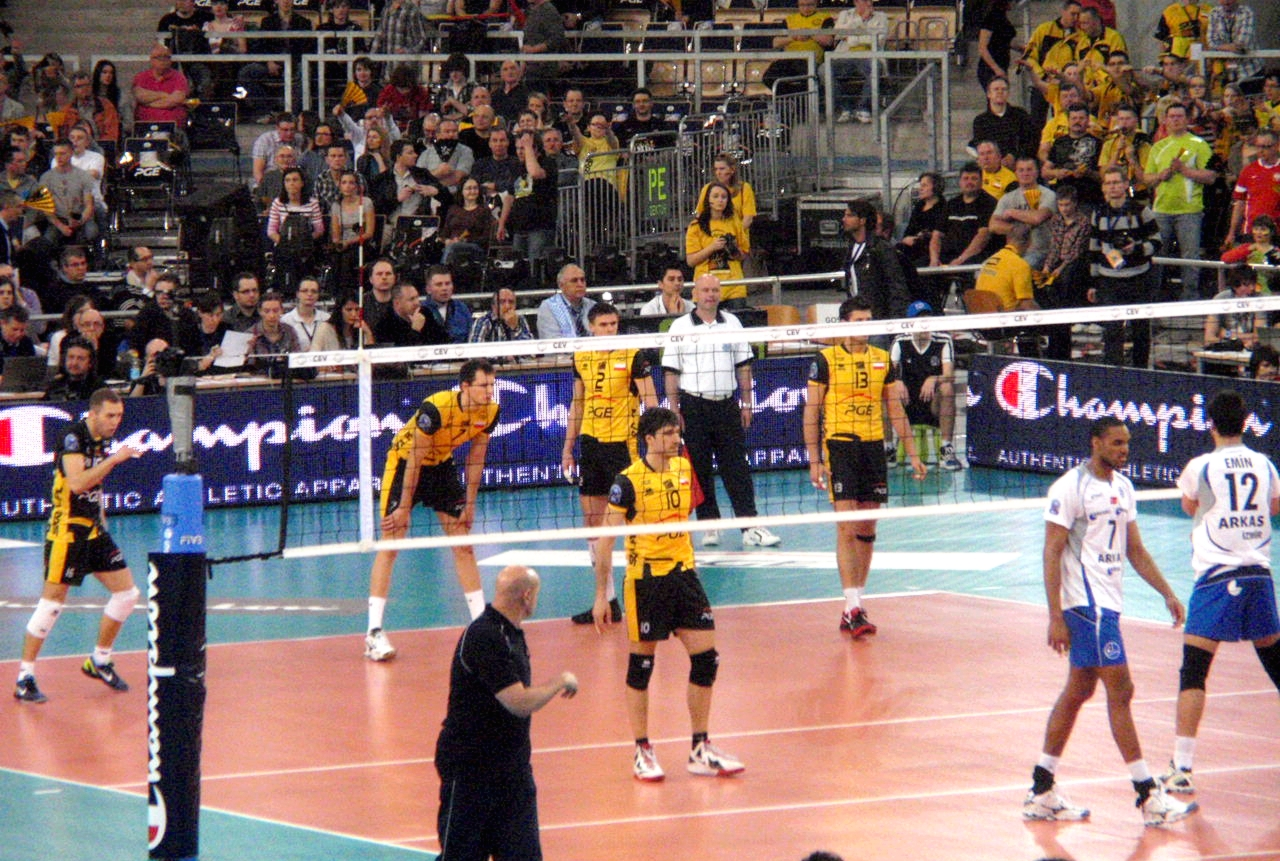
Mecz półfinałowy Ligi Mistrzów 2011/2012 PGE Skra Bełchatów - Arkas Spor Izmir

Arkas Spor Izmir – męski klub siatkarski z Turcji.
Arkas Spor Izmir jest zawodowym zespołem z siedzibą w Izmirze, gającym w tureckiej Lidze Siatkówki, Pucharze CEV oraz w Lidze Mistrzów.
W Körfez Spor Kulübü zaczął konkurować w 2 Ligi Siatkówki w sezonie 1999/2000. W 2001 roku nazwa klubu została zmieniona na Saint Joseph Spor Kulübü. W latach 2003–2005 klub nosił nazwę Arkas Saint Joseph. Już od 2005 roku do teraz drużyna występuje pod nazwą Arkas Spor Izmir.
Klub sportowy głównego oddziału jest siatkówka, ale jest również aktywny w żeglarstwo i most.
Arkas Spor Kulübü jest to młody klub, który ma na celu zwiększenie liczby zajęć sportowych, w których uczestniczy co roku.

## Trenerzy
| Lata      | Trener                 |
| --------- | ---------------------- |
| 2006-2009 | Fernando Muñoz Benítez |
| 2009-2010 | Osman Çakıray          |
| 2010-     | Glenn Hoag             |

## Bilans sezon po sezonie
| Sezon     | Rozgrywki ligowe | Puchar Turcji | Europejskie puchary | Europejskie puchary |
| Sezon     | Miejsce          | Puchar Turcji | Rozgrywki klubowe   | Osiągnięcie         |
| --------- | ---------------- | ------------- | ------------------- | ------------------- |
| 2002/2003 | 9. miejsce       |               |                     |                     |
| 2003/2004 | 8. miejsce       |               |                     |                     |
| 2004/2005 | 3. miejsce       |               |                     |                     |
| 2005/2006 | 1. miejsce       |               | Puchar CEV          | faza główna         |
| 2006/2007 | 1. miejsce       |               | Puchar Top Teams    | ćwierćfinał         |
| 2007/2008 | 3. miejsce       | 2. miejsce    | Liga Mistrzów       | faza grupowa        |
| 2008/2009 | 3. miejsce       | 1. miejsce    | Puchar Challenge    | 1. miejsce          |
| 2009/2010 | 4. miejsce       |               | Puchar CEV          | ćwierćfinał         |
| 2010/2011 | 2. miejsce       | 1. miejsce    | Puchar Challenge    | 2. miejsce          |
| 2011/2012 | 2. miejsce       | ćwierćfinał   | Liga Mistrzów       | 4. miejsce          |
| 2012/2013 | 1. miejsce       | 2. miejsce    | Liga Mistrzów       | runda 6             |
| 2013/2014 | 4. miejsce       | finał         | Liga Mistrzów       | faza grupowa        |
| 2014/2015 | 1. miejsce       | 2. miejsce    | Puchar CEV          | 1/4 finału          |
| 2015/2016 | 3. miejsce       |               | Liga Mistrzów       | 1/12 finału         |
| 2016/2017 | 2. miejsce       | ćwierćfinał   | Liga Mistrzów       | 1/12 finału         |
| 2017/2018 | 2. miejsce       | ćwierćfinał   | Liga Mistrzów       | faza grupowa        |
| 2018/2019 | 2. miejsce       | ćwierćfinał   | Liga Mistrzów       | faza grupowa        |
| 2019/2020 | —                |               | Puchar CEV          | 1/4 finału          |
| 2020/2021 | 4. miejsce       | półfinał      | Liga Mistrzów       | faza grupowa        |
| 2021/2022 | 4. miejsce       | 1. miejsce    | Puchar CEV          | 1/16 finału         |
| 2022/2023 | 4. miejsce       | półfinał      | Puchar CEV          | 1/8 finału          |
| 2023/2024 | 6. miejsce       | finał         | Puchar CEV          | półfinał            |
| 2024/2025 | 4. miejsce       | półfinał      | Puchar Challenge    | 1/32 finału         |
| 2025/2026 |                  |               |                     |                     |

- Sezon 2019/2020 w Turcji został przerwany z powodu rozprzestrzenia się koronawirusa

Poziom rozgrywek:
     pierwszy, najwyższy ogólnokrajowy
     drugi
     trzeci
     czwarty
     piąty

## Sukcesy
Mistrzostwo Turcji:
- 2006, 2007, 2013, 2015
- 2011, 2012, 2017, 2018, 2019
- 2005, 2008, 2009, 2016

Puchar Turcji:
- 2009, 2011, 2022[6]

Puchar Challenge:
- 2009
- 2011

Superpuchar Turcji:
- 2024[7]

## Polacy w klubie
| Lata gry  | Imię i nazwisko |
| --------- | --------------- |
| 2008–2009 | Piotr Gruszka   |

## Kadra

### Sezon 2024/2025[8]
| Nr | Imię i nazwisko               | Data ur. | Wzrost | Pozycja      |
| -- | ----------------------------- | -------- | ------ | ------------ |
| 1  | Cansın Savcı                  | 2003     | 187    | libero       |
| 3  | Melih Sıratça (od 06.11.2024) | 1996     | 195    | przyjmujący  |
| 4  | Abdulsamet Yalçın             | 2000     | 191    | libero       |
| 6  | Ertugrul Gazi Metin           | 1996     | 204    | środkowy     |
| 7  | Eduardo Carísio               | 1996     | 193    | rozgrywający |
| 8  | Burutay Subaşı                | 1990     | 197    | przyjmujący  |
| 9  | Georg Grozer                  | 1984     | 201    | atakujący    |
| 10 | Julian Zenger (od 06.11.2024) | 1997     | 190    | libero       |
| 11 | João Franck                   | 1999     | 207    | przyjmujący  |
| 14 | Gökçen Yüksel                 | 2004     | 202    | przyjmujący  |
| 15 | Emir Kaan Öztürk              | 2000     | 207    | środkowy     |
| 17 | Burakhan Tosun                | 1998     | 205    | środkowy     |
| 20 | Emre Çevik                    | 2000     | 205    | środkowy     |
| 23 | Aleksey Atilla Öztire         | 2006     | 191    | przyjmujący  |
| 77 | Can Koç                       | 2003     | 200    | atakujący    |
| 88 | Ulaş Onur Topbaşlı            | 2001     | 200    | rozgrywający |

### Sezon 2023/2024
| Nr | Imię i nazwisko                  | Data ur. | Wzrost | Pozycja      |
| -- | -------------------------------- | -------- | ------ | ------------ |
| 1  | Ulaş Kıyak                       | 1981     | 187    | rozgrywający |
| 4  | Nicholas Hoag                    | 1992     | 200    | przyjmujący  |
| 5  | Efe Mandıracı                    | 2002     | 194    | przyjmujący  |
| 6  | Ertugrul Gazi Metin              | 1996     | 204    | środkowy     |
| 7  | Mirza Lagumdzija (do 31.10.2023) | 2001     | 207    | przyjmujący  |
| 8  | Burutay Subaşı                   | 1990     | 197    | przyjmujący  |
| 9  | Georg Grozer                     | 1984     | 201    | atakujący    |
| 10 | Onurcan Çakır                    | 1995     | 188    | libero       |
| 11 | Halit Kurtuluş                   | 2002     | 202    | środkowy     |
| 14 | Gökçen Yüksel                    | 2004     | 202    | przyjmujący  |
| 15 | Emir Kaan Öztürk                 | 2000     | 207    | środkowy     |
| 17 | Jordan Canham                    | 2000     | 205    | atakujący    |
| 18 | Ahmet Karataş                    | 1991     | 186    | libero       |
| 19 | Nikołaj Kyrtew (od 16.11.2023)   | 1995     | 204    | środkowy     |
| 20 | Emre Çevik                       | 2000     | 205    | środkowy     |
| 88 | Ulaş Onur Topbaşlı               | 2001     | 200    | rozgrywający |

### Sezon 2022/2023
| Nr | Imię i nazwisko  | Data ur. | Wzrost | Pozycja      |
| -- | ---------------- | -------- | ------ | ------------ |
| 1  | Ulaş Kıyak       | 1981     | 187    | rozgrywający |
| 4  | Nicholas Hoag    | 1992     | 200    | przyjmujący  |
| 6  | Enis Ali Ay      | 2000     | 200    | rozgrywający |
| 7  | Mirza Lagumdzija | 2001     | 207    | przyjmujący  |
| 8  | Burutay Subaşı   | 1990     | 197    | przyjmujący  |
| 9  | Efe Mandıracı    | 2002     | 194    | przyjmujący  |
| 10 | Daniel McDonnell | 1988     | 200    | środkowy     |
| 12 | Bertuğ Öndeş     | 1996     | 197    | środkowy     |
| 14 | Gökçen Yüksel    | 2004     | 202    | przyjmujący  |
| 17 | Caner Dengin     | 1987     | 188    | libero       |
| 18 | Ahmet Karataş    | 1991     | 186    | libero       |
| 19 | Erhan Hamarat    | 2001     | 202    | przyjmujący  |
| 20 | Mustafa Cengiz   | 1998     | 201    | środkowy     |
| 22 | Enes Atli        | 1996     | 200    | przyjmujący  |

### Sezon 2021/2022
| Nr | Imię i nazwisko                | Data ur. | Wzrost | Pozycja      |
| -- | ------------------------------ | -------- | ------ | ------------ |
| 1  | Ulaş Kıyak                     | 1981     | 187    | rozgrywający |
| 2  | Batuhan Avcı                   | 2000     | 203    | przyjmujący  |
| 4  | Nicholas Hoag                  | 1992     | 200    | przyjmujący  |
| 5  | Burak Çevik                    | 1997     | 192    | libero       |
| 6  | Enis Ali Ay                    | 2000     | 200    | rozgrywający |
| 7  | Mirza Lagumdzija               | 2001     | 207    | przyjmujący  |
| 8  | Burutay Subaşı (od 27.01.2022) | 1990     | 197    | przyjmujący  |
| 9  | Efe Mandıracı                  | 2002     | 194    | przyjmujący  |
| 10 | Daniel McDonnell               | 1988     | 200    | środkowy     |
| 11 | Halit Kurtuluş                 | 2002     | 203    | środkowy     |
| 12 | Bertuğ Öndeş                   | 1996     | 197    | środkowy     |
| 13 | Gabriel Candido                | 1996     | 198    | atakujący    |
| 17 | Caner Dengin                   | 1987     | 188    | libero       |
| 20 | Mustafa Cengiz                 | 1998     | 201    | środkowy     |

### Sezon 2020/2021
| Nr | Imię i nazwisko       | Data ur. | Wzrost | Pozycja      |
| -- | --------------------- | -------- | ------ | ------------ |
| 1  | Efe Mandıracı         | 2002     | 194    | przyjmujący  |
| 2  | İlker Esin            | 2001     | 188    | rozgrywający |
| 4  | Baturalp Burak Güngör | 1993     | 189    | przyjmujący  |
| 5  | Burak Çevik           | 1997     | 192    | libero       |
| 7  | Osman Çağatay Durmaz  | 1996     | 198    | środkowy     |
| 8  | Mert Matıç            | 1995     | 208    | środkowy     |
| 9  | Jay Blankenau         | 1989     | 194    | rozgrywający |
| 10 | Mustafa Koç           | 1992     | 202    | środkowy     |
| 11 | Yiğit Gülmezoğlu      | 1995     | 194    | przyjmujący  |
| 13 | João Paulo Bravo      | 1979     | 197    | libero       |
| 14 | Mirza Lagumdzija      | 2001     | 207    | przyjmujący  |
| 17 | Julien Winkelmuller   | 1994     | 198    | atakujący    |
| 20 | Mustafa Cengiz        | 1998     | 201    | środkowy     |

### Sezon 2019/2020
| Nr | Imię i nazwisko       | Data ur. | Wzrost | Pozycja      |
| -- | --------------------- | -------- | ------ | ------------ |
| 1  | Efe Mandıracı         | 2002     | 194    | przyjmujący  |
| 4  | Baturalp Burak Güngör | 1993     | 189    | przyjmujący  |
| 5  | Mert Matıç            | 1995     | 208    | środkowy     |
| 7  | Osman Cagatay Durmaz  | 1996     | 198    | środkowy     |
| 8  | Burak Çevik           | 1997     | 192    | przyjmujący  |
| 9  | Jay Blankenau         | 1989     | 194    | rozgrywający |
| 10 | Mustafa Koç           | 1992     | 202    | środkowy     |
| 11 | Yiğit Gülmezoğlu      | 1995     | 194    | przyjmujący  |
| 12 | Adis Lagumdzija       | 1999     | 210    | atakujący    |
| 13 | João Paulo Bravo      | 1979     | 197    | libero       |
| 14 | Mirza Lagumdzija      | 2001     | 207    | przyjmujący  |
| 15 | Caner Ergül           | 1994     | 186    | libero       |
| 17 | Muhammet Kaya         | 1995     | 190    | rozgrywający |
| 19 | Mustafa Cengiz        | 1998     | 201    | środkowy     |

### Sezon 2018/2019
| Nr | Imię i nazwisko  | Data ur. | Wzrost | Pozycja      |
| -- | ---------------- | -------- | ------ | ------------ |
| 5  | Mert Matıç       | 1995     | 208    | środkowy     |
| 7  | Murilo Radke     | 1989     | 198    | rozgrywający |
| 8  | Burak Çevik      | 1997     | 192    | przyjmujący  |
| 9  | Robert Täht      | 1993     | 192    | przyjmujący  |
| 10 | Mustafa Koç      | 1992     | 202    | środkowy     |
| 11 | Yiğit Gülmezoğlu | 1995     | 194    | przyjmujący  |
| 12 | Adis Lagumdzija  | 1999     | 210    | atakujący    |
| 13 | João Paulo Bravo | 1979     | 197    | przyjmujący  |
| 14 | Hasan Sikar      | 1991     | 200    | środkowy     |
| 15 | Caner Ergül      | 1994     | 186    | libero       |
| 16 | Burak Mert       | 1990     | 185    | libero       |
| 17 | Muhammet Kaya    | 1995     | 190    | rozgrywający |
| 19 | Mustafa Cengiz   | 1998     | 201    | środkowy     |

### Sezon 2017/2018
| Nr | Imię i nazwisko          | Data ur. | Wzrost | Pozycja            |
| -- | ------------------------ | -------- | ------ | ------------------ |
| 1  | Christian Fromm          | 1990     | 204    | przyjmujący        |
| 2  | Muzaffer Yonet           | 1997     | 190    | rozgrywający       |
| 3  | Nikola Jovović           | 1992     | 197    | rozgrywający       |
| 5  | Mert Matıç               | 1995     | 208    | środkowy           |
| 7  | Osman Cagatay Durmaz     | 1996     | 198    | środkowy           |
| 8  | Gökhan Gökgöz            | 1993     | 200    | przyjmujący        |
| 9  | Michael Sánchez Bozhulev | 1986     | 206    | atakujący          |
| 10 | Mustafa Koç              | 1992     | 202    | środkowy           |
| 11 | Yiğit Gülmezoğlu         | 1995     | 194    | przyjmujący        |
| 12 | Adis Lagumdzija          | 1999     | 210    | atakujący          |
| 13 | João Paulo Bravo         | 1979     | 197    | przyjmujący/libero |
| 14 | Hasan Sikar              | 1991     | 200    | środkowy           |
| 15 | Caner Ergül              | 1994     | 186    | libero             |
| 16 | Burak Mert               | 1990     | 185    | libero             |
| 17 | Muhammet Kaya            | 1995     | 190    | rozgrywający       |
| 19 | Mustafa Cengiz           | 1998     | 201    | środkowy           |

### Sezon 2016/2017
| Nr | Imię i nazwisko          | Data ur. | Wzrost | Pozycja      |
| -- | ------------------------ | -------- | ------ | ------------ |
| 1  | Tyler Sanders            | 1991     | 191    | rozgrywający |
| 5  | Maurício Borges Silva    | 1989     | 200    | przyjmujący  |
| 6  | Michael Sánchez Bozhulev | 1986     | 206    | atakujący    |
| 7  | Osman Cagatay Durmaz     | 1996     | 198    | środkowy     |
| 8  | Gökhan Gökgöz            | 1993     | 200    | przyjmujący  |
| 9  | Hakkı Çapkınoğlu         | 1990     | 202    | środkowy     |
| 10 | Mustafa Koç              | 1992     | 202    | środkowy     |
| 11 | Yiğit Gülmezoğlu         | 1995     | 194    | przyjmujący  |
| 13 | João Paulo Bravo         | 1979     | 197    | przyjmujący  |
| 14 | Hasan Sikar              | 1991     | 200    | środkowy     |
| 15 | Caner Ergül              | 1994     | 186    | libero       |
| 17 | Muhammet Kaya            | 1995     | 190    | rozgrywający |
| 18 | Ahmet Karataş            | 1991     | 185    | libero       |
| 19 | Yigit Onayli             | 1994     | 200    | atakujący    |

### Sezon 2015/2016
| Nr | Imię i nazwisko       | Data ur. | Wzrost | Pozycja      |
| -- | --------------------- | -------- | ------ | ------------ |
| 2  | Yönet Muzaffer        | 1997     | 196    | rozgrywający |
| 4  | Antonin Rouzier       | 1986     | 201    | atakujący    |
| 5  | Maurício Borges Silva | 1989     | 200    | przyjmujący  |
| 6  | Durmaz Çagatay        | 1996     | 198    | środkowy     |
| 7  | Kawika Shoji          | 1987     | 190    | rozgrywający |
| 8  | Gökhan Gökgöz         | 1993     | 200    | przyjmujący  |
| 9  | Hakkı Çapkınoğlu      | 1990     | 202    | środkowy     |
| 10 | Mustafa Koç           | 1992     | 202    | środkowy     |
| 11 | Yiğit Gülmezoğlu      | 1995     | 194    | przyjmujący  |
| 13 | João Paulo Bravo      | 1979     | 197    | przyjmujący  |
| 17 | Graham Vigrass        | 1989     | 205    | środkowy     |
| 18 | Ahmet Karataş         | 1991     | 185    | libero       |

### Sezon 2014/2015
| Nr | Imię i nazwisko          | Data ur. | Wzrost | Pozycja      |
| -- | ------------------------ | -------- | ------ | ------------ |
| 1  | Mustafa Oğuz Ramazanoğlu | 1979     | 189    | rozgrywający |
| 2  | John Perrin              | 1989     | 201    | przyjmujący  |
| 3  | Kévin Tillie             | 1990     | 198    | przyjmujący  |
| 4  | Yönet Muzaffer           | 1997     | 196    | rozgrywający |
| 5  | Hasan Yeşilbudak         | 1984     | 190    | libero       |
| 6  | Durmaz Çagatay           | 1996     | 198    | środkowy     |
| 7  | Leonel Marshall          | 1979     | 201    | przyjmujący  |
| 8  | Gökhan Gökgöz            | 1993     | 200    | przyjmujący  |
| 9  | Hakkı Çapkınoğlu         | 1990     | 202    | środkowy     |
| 10 | Mustafa Koç              | 1992     | 202    | środkowy     |
| 11 | Yiğit Gülmezoğlu         | 1995     | 194    | przyjmujący  |
| 12 | Gavin Schmitt            | 1986     | 208    | atakujący    |
| 13 | Matevž Kamnik            | 1987     | 202    | środkowy     |
| 14 | Erhan Dünge              | 1980     | 208    | środkowy     |
| 16 | Ufuk Minici              | 1991     | 201    | atakujący    |
| 18 | Yücel Halil Ibrahim      | 1989     | 194    | przyjmujący  |

### Sezon 2013/2014
| Nr | Imię i nazwisko          | Data ur. | Wzrost | Pozycja      |
| -- | ------------------------ | -------- | ------ | ------------ |
| 1  | Mustafa Oğuz Ramazanoğlu | 1979     | 189    | rozgrywający |
| 2  | John Perrin              | 1989     | 201    | przyjmujący  |
| 4  | Urpo Sivula              | 1988     | 195    | przyjmujący  |
| 5  | Hasan Yeşilbudak         | 1984     | 190    | libero       |
| 6  | Yücel Halil Ibrahim      | 1989     | 194    | przyjmujący  |
| 7  | Matevž Kamnik            | 1987     | 202    | środkowy     |
| 8  | Gökhan Gökgöz            | 1993     | 200    | przyjmujący  |
| 9  | Hakkı Çapkınoğlu         | 1990     | 202    | środkowy     |
| 10 | Mustafa Koç              | 1992     | 202    | środkowy     |
| 11 | Yiğit Gülmezoğlu         | 1995     | 194    | rozgrywający |
| 12 | Gavin Schmitt            | 1986     | 208    | atakujący    |
| 14 | Erhan Dünge              | 1980     | 208    | środkowy     |
| 16 | Ufuk Minici              | 1991     | 201    | atakujący    |
| 17 | Tine Urnaut              | 1988     | 201    | przyjmujący  |

### Sezon 2012/2013
| Nr | Imię i nazwisko          | Data ur. | Wzrost | Pozycja      |
| -- | ------------------------ | -------- | ------ | ------------ |
| 1  | Mustafa Oğuz Ramazanoğlu | 1979     | 189    | rozgrywający |
| 2  | John Perrin              | 1989     | 201    | przyjmujący  |
| 3  | Ahmet Pezük              | 1987     | 203    | środkowy     |
| 5  | Hasan Yeşilbudak         | 1984     | 190    | libero       |
| 6  | Justin Duff              | 1988     | 202    | środkowy     |
| 7  | Liberman Agámez          | 1985     | 207    | atakujący    |
| 8  | Burutay Subaşı           | 1990     | 197    | przyjmujący  |
| 9  | Hakkı Çapkınoğlu         | 1990     | 202    | środkowy     |
| 10 | Mustafa Koç              | 1992     | 202    | środkowy     |
| 11 | Yiğit Gülmezoğlu         | 1995     | 194    | rozgrywający |
| 12 | Emin Gök                 | 1988     | 204    | środkowy     |
| 13 | João Paulo Bravo         | 1979     | 197    | przyjmujący  |
| 14 | Kevin Hansen             | 1982     | 196    | rozgrywający |
| 15 | Bülent Kandemir          | 1976     | 195    | przyjmujący  |
| 16 | Ufuk Minici              | 1991     | 201    | atakujący    |
| 18 | Adam Simac               | 1983     | 203    | środkowy     |

### Sezon 2011/2012
| Nr | Imię i nazwisko  | Data ur. | Wzrost | Pozycja      |
| -- | ---------------- | -------- | ------ | ------------ |
| 1  | Ceyhun Tendar    | 1987     | 188    | rozgrywający |
| 2  | John Perrin      | 1989     | 201    | przyjmujący  |
| 3  | Ahmet Tocoglu    | 1980     | 202    | środkowy     |
| 5  | Nuri Şahin       | 1980     | 195    | libero       |
| 6  | Justin Duff      | 1988     | 202    | środkowy     |
| 7  | Liberman Agámez  | 1985     | 207    | atakujący    |
| 8  | Burutay Subaşı   | 1990     | 197    | przyjmujący  |
| 9  | Hakkı Çapkınoğlu | 1990     | 202    | środkowy     |
| 10 | Mustafa Koç      | 1992     | 202    | środkowy     |
| 11 | Eren Öner        | 1989     | 194    | rozgrywający |
| 12 | Emin Gök         | 1988     | 204    | środkowy     |
| 13 | João Paulo Bravo | 1979     | 197    | przyjmujący  |
| 14 | Kevin Hansen     | 1982     | 196    | rozgrywający |
| 15 | Bülent Kandemir  | 1976     | 195    | przyjmujący  |
| 18 | Burak Hascan     | 1977     | 200    | środkowy     |

### Sezon 2010/2011
| Nr | Imię i nazwisko  | Data ur. | Wzrost | Pozycja      |
| -- | ---------------- | -------- | ------ | ------------ |
| 2  | Hüseyin Koç      | 1979     | 197    | rozgrywający |
| 3  | Ahmet Toçoğlu    | 1980     | 202    | środkowy     |
| 5  | Nuri Şahin       | 1980     | 195    | libero       |
| 7  | Liberman Agámez  | 1985     | 207    | atakujący    |
| 8  | Burutay Subaşı   | 1990     | 197    | przyjmujący  |
| 9  | Hakkı Çapkınoğlu | 1990     | 202    | środkowy     |
| 11 | Eren Öner        | 1989     | 194    | rozgrywający |
| 12 | Emin Gök         | 1988     | 204    | środkowy     |
| 13 | João Paulo Bravo | 1979     | 197    | przyjmujący  |
| 14 | Ceyhun Tendar    | 1987     | 188    | rozgrywający |
| 15 | Bülent Kandemir  | 1976     | 195    | przyjmujący  |
| 16 | Ufuk Minici      | 1991     | 201    | atakujący    |
| 17 | Dömötör Mészáros | 1976     | 200    | przyjmujący  |
| 18 | Burak Hascan     | 1977     | 200    | środkowy     |